# Frank Howard (Maler)
Frank Howard (* 1805 in London; † 29./30. Juni 1866 in Liverpool) war ein britischer Maler, Lithograf und Kunstschriftsteller.
Howard war der Schüler und Sohn von Henry Howard. Außerdem studierte er an der Royal Academy.